# Élections locales écossaises de 2012 à Dundee City
Pour un article plus général, voir Élections locales écossaises de 2012.

Les élections locales écossaises de 2012 à Dundee City se sont tenues le 3 mai 2012.

## Composition du conseil
Majorité absolue : 15 sièges
| Parti               | Sièges  |
| ------------------- | ------- |
| SNP                 | 16 / 29 |
| Travailliste        | 10 / 29 |
| Conservateur        | 1 / 29  |
| Libéraux-démocrates | 1 / 29  |
| Indépendant         | 1 / 29  |